# Pascal Portes
Pour les articles homonymes, voir Portes.
Pascal Portes, né le 28 mai 1959 à Monflanquin (Lot-et-Garonne), est un ancien joueur français de tennis des années 1980.

## Carrière
Au même titre que Yannick Noah, il était un grand espoir français du tennis à la fin des années 1970. Ces deux joueurs incarnaient le renouveau du tennis français, porté jusqu'alors par François Jauffret. En 1977, il atteint les demi-finales du tournoi de Wimbledon junior.
Il a atteint les huitièmes de finale à l'US Open en 1980. Il a représenté à plusieurs reprises la France en Coupe Davis. Il a acquis sa principale victoire contre l'Australien Kim Warwick en 1981. Associé à Henri Leconte, il perd le double lors du quart de finale contre la Tchécoslovaquie en 1984.
Finaliste à deux reprises sur le circuit ATP, il est aussi demi-finaliste du tournoi de Cincinnati en 1980, battu par le vainqueur du tournoi Harold Solomon. La même année, il bat Jimmy Connors no 2 mondial (6-4, 7-5) en 1/8 de finale du tournoi de Washington. En 1981, il obtient son meilleur classement à la 44e place mondiale et termine la saison no 2 français, derrière Yannick Noah.
En 1982, une maladie le tient éloigné des courts pendant de longs mois et il ne retrouve pas ensuite son niveau des années 1980-81 ce qui le contraint à mettre fin à sa carrière en 1985 à l'âge de 26 ans.
Après sa carrière, il a créé une société d'évènementiel avec Dominique Bedel et a coorganisé le tournoi de Nice dans les années 1990. Il dirige désormais une société spécialisée dans la vente de billets VIP pour des compétitions de football.

## Palmarès

### Finales en simple (2)
| No | Date       | Nom et lieu du tournoi | Catégorie  | Dotation | Surface         | Vainqueur    | Score         |  |
| -- | ---------- | ---------------------- | ---------- | -------- | --------------- | ------------ | ------------- |  |
| 1  | 04-12-1978 | Indian Open, Calcutta  | Grand Prix | 50 000 $ | Terre (ext.)    | Yannick Noah | 6-3, 6-2      |  |
| 2  | 26-10-1981 | Open Crocodile, Paris  | Grand Prix | 50 000 $ | Moquette (int.) | Mark Vines   | 6-2, 6-4, 6-3 |  |

### Titres en double (2)
| No | Date       | Nom et lieu du tournoi | Catégorie       | Dotation  | Surface      | Partenaire    | Finalistes                    | Score         |  |
| -- | ---------- | ---------------------- | --------------- | --------- | ------------ | ------------- | ----------------------------- | ------------- |  |
| 1  | 06-04-1981 | Donnay Open Nice       | GP World Series | 50 000 $  | Terre (ext.) | Yannick Noah  | Chris Lewis Pavel Složil      | 4-6, 6-3, 6-4 |  |
| 2  | 23-07-1984 | Head Cup Kitzbühel     |                 | 100 000 $ | Terre (ext.) | Henri Leconte | Colin Dowdeswell Wojtek Fibak | 2-6, 7-6, 7-6 |  |

## Parcours en grand chelem

### En simple
| Année | Roland-Garros   | Roland-Garros   | Wimbledon       | Wimbledon      | US Open         | US Open          | Open d'Australie | Open d'Australie |
| ----- | --------------- | --------------- | --------------- | -------------- | --------------- | ---------------- | ---------------- | ---------------- |
| 1978  | 2e tour (1/32)  | Roscoe Tanner   | -               | -              | 1er tour (1/64) | Vitas Gerulaitis | 1er tour (1/32)  | Phil Dent        |
| 1979  | 2e tour (1/32)  | Harold Solomon  | 2e tour (1/32)  | Ross Case      | 1er tour (1/64) | Stan Smith       | -                | -                |
| 1980  | 3e tour (1/16)  | Björn Borg      | 2e tour (1/32)  | Onny Parun     | 1/8 de finale   | John McEnroe     | 2e tour (1/16)   | Peter Rennert    |
| 1981  | 2e tour (1/32)  | Guillermo Vilas | 1er tour (1/64) | Wayne Pascoe   | 1er tour (1/64) | Jeff Borowiak    | -                | -                |
| 1982  | 1er tour (1/64) | Adriano Panatta | 2e tour (1/32)  | Vijay Amritraj | -               | -                | -                | -                |
| 1982  | 2e tour (1/32)  | Mike De Palmer  | -               | -              | -               | -                | -                | -                |
| 1983  | -               | -               | -               | -              | -               | -                | -                | -                |
| 1984  | 2e tour (1/32)  | Kent Carlsson   | -               | -              | -               | -                | -                | -                |
| 1985  | 2e tour (1/32)  | Henri Leconte   | -               | -              | -               | -                | -                | -                |

## Classement ATP

### En simple
En fin de saison :
| Année | 1977 | 1978 | 1979 | 1980 | 1981 | 1982 | 1983 | 1984 | 1985 |
| Rang  | 365  | 106  | 103  | 61   | 88   | 254  | 289  | 140  | 218  |